# LOHAS Park

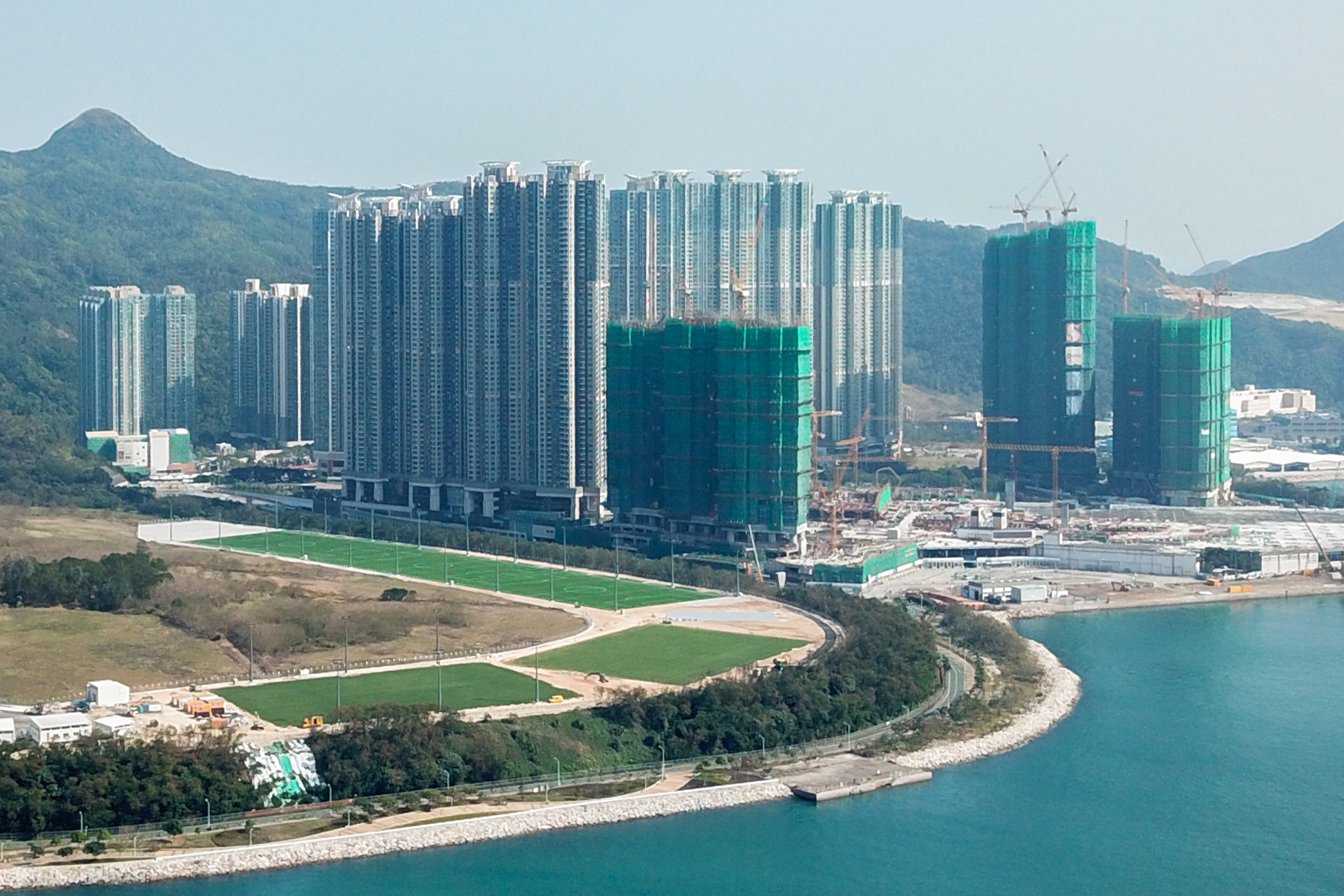
Vue d'ensemble du LOHAS Park.

Le LOHAS Park est un vaste ensemble de gratte-ciel résidentiels situé à Hong Kong en Chine. C'est l'un des plus grands ensembles résidentiels du territoire. Le complexe est formé de huit immeubles d'une hauteur comprise entre 200 et 215 mètres dont l'ouverture eut lieu entre 2009 et 2012.